# Hamngadden
Hamngadden är en ö i Finland. Den ligger i Finska viken och i kommunen Raseborg i den ekonomiska regionen  Raseborg i landskapet Nyland, i den södra delen av landet. Ön ligger omkring 87 kilometer sydväst om Helsingfors.
Öns area är 5,1 hektar och dess största längd är 460 meter i sydväst-nordöstlig riktning. Ön höjer sig omkring 5 meter över havsytan.